# Теодор Скутариот
Теодор Скутариот је био византијски хроничар из XIII вијека.

## Биографија
Теодор Скутариот је рођен у малоазијском граду Кизику.

## Дјела
Најпознатије дјело Теодора Скутариота је Хроника написана послије 1282. године. Овај спис има компилативни карактер и почиње од тренутка стварања свијета описујући догађаје све до ослобођења Константинопоља 1261. од стране Византинаца, гдје и завршава. 
Историјским периодима и догађањима прије владавине династије Комнин Скутариот не посвећује превише пажње, описујћи их укратко. За главни дио хронике, посвећен владавини династије Комнин, користио је ранија дјела Никите Хонијата и Георгија Акрополита, иако су уочљиве допуне које је Скутариот додавао ранијим ауторима, из чега и произилази вриједност његовог рада. 
Ова хроника је штампана по први пут 1894 као самостални рад непознатог аутора, те се у науци тог периода цитирала као Synopsis Sathas. Теодора Скутариота, као аутора хронике, препознао је А. Хајзенберг 1901. године.